# Nicolaas Rockox
 (août 2014).
Si vous disposez d'ouvrages ou d'articles de référence ou si vous connaissez des sites web de qualité traitant du thème abordé ici, merci de compléter l'article en donnant les références utiles à sa vérifiabilité et en les liant à la section « Notes et références ».
Nicolaas Rockox, né le 14 décembre 1560 à Anvers où il est mort le 12 décembre 1640, est un bourgmestre anversois, ami du peintre Pierre Paul Rubens. En tant que mécène et client, il joue un rôle important dans la carrière artistique de celui-ci et d’autres artistes.

## Biographie
Nikolaas Rockox est né dans une riche famille anversoise, intéressée par l’art. Il est l’aîné des trois fils d’Adriaan Rockox (1525-1570) et de son épouse Isabella van Olmen, et étudie dans les universités de Louvain, Paris et Douai. En 1584 il termine avec succès ses études de droit. En 1585, après la prise d’Anvers par Alexandre Farnèse, Rockox entre dans la garde civique anversoise. En décembre 1589, il épouse Adriana Perez, la plus riche héritière de sang espagnol de son entourage.
Sa carrière politique commence en 1588, quand il devient échevin. En 1599, il est fait chevalier à l’occasion de la Joyeuse Entrée des archiducs Albert et Isabelle. En 1603, il devient bourgmestre extérieur pour la première fois ; au total, il le sera huit fois (en 1603, 1605, 1608, 1611, 1615, 1617, 1621 et 1625). De 1629 à 1636, il exerce sans interruption les fonctions d’échevin. Il pratique une politique humaine, en portant beaucoup d’attention aux pauvres.
Pierre Paul Rubens est reçu en ami dans la maison du Gulden Rinck, le domicile patricien de la Keizerstraat où vivent les amateurs d’art que sont Nicolaas Rockox et son épouse Adriana (décédée en 1619). Cette maison et celle du peintre Frans Snyders constituent aujourd'hui le musée de la Maison Snijders&Rockox.
Nicolaas Rockox meurt le 12 décembre 1640, deux jours avant de fêter ses 80 ans.
Son oncle, qui lui aussi s’appelait Nicolaas Rockox, fut sept fois bourgmestre d’Anvers entre 1555 et 1577.

## Honneur
L'astéroïde (13294) Rockox porte son nom.